# Fipa (langue)
Pour les articles homonymes, voir Fipa.
Le fipa est une langue bantoue de Tanzanie. Elle est parlée par les Fipa.